# Clercs réguliers de la Mère de Dieu
Pour les articles homonymes, voir Clerc.
Les Clercs réguliers de la Mère de Dieu (en latin : Ordo Clericorum Regularium Matris Dei ) sont des clercs réguliers de droit pontifical.

## Histoire
En 1574, Jean Leonardi (1543-1609), prêtre à Lucques prêche lors de conférences religieuses et enseigne le catéchisme ; il est bientôt rejoint par Jean-Baptiste Cioni, Georges Arrighini et les frères Jules et César Franciotti. Ils font leur profession religieuse le 1er septembre sous le nom de prêtres réformés de la Sainte Vierge.
Alessandro Ier Guidiccioni, évêque de Lucques, érige canoniquement l'institut le 8 mars 1583 sous le titre de clercs réguliers de la Mère de Dieuet approuve ses premiers statuts le 1er mai 1585.
Leonardi s'installe ensuite à Rome où il obtient la confirmation de sa congrégation par le pape Clément VIII avec le bref « Ex quo divina majestas » du 13 octobre 1595. En 1601, le cardinal Bartolomeo Cesi qui est diacre-cardinal de Santa Maria in Portico Octaviae, leur concède cette église pour y établir le siège romain de l'institut, qui est ensuite transféré à l'église Santa Maria in Campitelli.
À la mort du fondateur, l'institut ne compte que la maison de Rome et celle de Lucques. La congrégation est unie le 14 janvier 1614 à celle des Piaristes par le pape Paul V le 14 janvier 1614  mais le même pape met fin à l'union le 6 mars 1617. Les constitutions sont modifiées et approuvées par Paul V le 14 août 1619 ; le pape Grégoire accorde aux Léonardiens de prononcer des vœux solennels par le bref « In supremo apostolatus » du 3 novembre 1621.
L'institut n'a pas eu une grande expansion. Les différentes fondations sont : Naples dans le quartier de Chiaia (1632) et près de l'église Ste Brigitte (1638) ; à Vasto dans les Abruzzes (1689) ; à Gênes (1667) ; à Milan (1718) ; à Genzano di Roma dans le Latium (1841) ; à Monaco (1873) ; à La Spezia en Ligurie (1890) ; à Massa Marittima (1897) ; à Fosciandora en Toscane (1903) ; à Candela (1937), Gallipoli (1938) et San Ferdinando di Puglia (1946) dans les Pouilles ; à Toulon en France pour aider les émigrés italiens (1947) ; à Lariano dans le Latium (1949) et à Torre Maura à Rome (1951). Les fondations hors d'Europe ont lieu seulement au XXe siècle : Chili (1920), Inde (1994), Nigéria (2002), Colombie (2013) et Indonésie (2013).

## Activités et diffusion
Les Clercs réguliers de la Mère de Dieu se consacrent aux œuvres paroissiales et à l'éducation.
Ils sont présents en Italie, Chili, Nigéria, Inde, Indonésie.
En 2011, elle comprenait 80 membres dont 50 prêtres dans 17 maisons.
La maison généralice est à Rome près de l'église l'église Santa Maria in Campitelli.

## Membres célèbres
- Ippolito Marracci (1604-1675) théologien.
- Louis Marracci (1612-1700) frère du précédent, traducteur du Coran en latin.
- Bartolomeo Beverini (1629-1686) poète et traducteur.
- Constantino Roncaglia (1677-1737) théologien.
- Giovanni Domenico Mansi (1692-1769) archevêque de Lucques.
- Sebastiano Paoli (1684-1751) écrivain.
- Paolo Antonio Paoli (1720-1790) neveu du précédent, antiquaire.
- Alessandro Pompeo Berti (1686-1752) écrivain.